# Titus l’empéreur
Titus l’empéreur (HWV A5) ist ein Fragment für ein Dramma per musica in drei Akten von Georg Friedrich Händel. Wie weit Händel mit der Komposition gekommen war, bevor er das Stück liegen ließ, ist unklar. Überliefert ist der Anfang der Oper bis zur dritten Szene im ersten Akt.

## Entstehung
Händel führte im Herbst 1731 drei neue Sänger auf seiner Bühne ein: den Tenor Giovanni Battista Pinacci, einen der versiertesten Tenöre Europas, seine Frau, die Altistin Anna Bagnolesi, die sich ihm auf der Reise nach London angeschlossen hatte, sowie Antonio Montagnana, einen richtigen Bass (im Gegensatz zu Boschi, der eigentlich Bariton war) mit dem verblüffenden Stimmumfang von mehr als zwei Oktaven und ebenso hoher Virtuosität. Letzterer war auf dem Höhepunkt seiner Karriere, als er 1731 nach London kam, und Händel schrieb für ihn in den folgenden Spielzeiten viele Rollen älterer Opern neu, um seine außergewöhnlichen stimmlichen Fähigkeiten bei deren Wiederaufnahmen zu nutzen.
Für diese neue Konstellation begann Händel im Oktober eine neue Oper zu komponieren: Titus l’empéreur. Doch er brach diese Arbeit ab und wandte sich stattdessen nach dem Poro in der vorangegangenen Saison einem weiteren Libretto Pietro Metastasios, Ezio, zu. Gleichzeitig eröffnete Händel die dritte Spielzeit der zweiten Opernakademie zunächst am 13. November 1731 mit einer Wiederaufnahme von Tamerlano; Poro und Admeto folgten. Warum und bei welchem Stand der Arbeit er die Komposition vom Titus einstellte, ist unbekannt.
Mögliche geplante Besetzung (nach Strohm):
- Tito – Francesco Bernardi, genannt „Senesino“ (Mezzosoprankastrat)
- Berenice – Anna Maria Strada del Pò (Sopran)
- Antioco – Anna Bagnolesi (Alt)
- Paulino – Giovanni Battista Pinacci (Tenor)
- Arsete – Antonio Montagnana (Bass)
- Dalinda – Francesca Bertolli (Alt)
- Oldauro – Thomas Mountier, Philip Rocchetti oder Thomas Salway (Tenor)

## Libretto
Die Verwendung eines französischen Titels für eine italienische Oper ist für Händel einmalig. Auf der ersten Seite des Autographs steht: Ouverture pour l’Opera Titus, l’Empereur. Die handelnden Personen und die Ereignisse entsprechen genau den Vorgängen in Jean Racines Schauspiel Bérénice. Bisher gibt es keine Informationen darüber, wer möglicherweise das italienische Libretto, dessen Händel sich bediente, verfertigt haben könnte. Zweifellos wäre die literarische Quelle dafür Racines Tragödie von 1670 gewesen. Händels erste drei Szenen sind inhaltlich so eng an Racine angelehnt, dass man sogar eine Zwischenbearbeitung in Frage stellen und vermuten kann, Händel (oder Giacomo Rossi) hätten direkt aus Bérénice geschöpft und quasi simultan übersetzt. Der französische Originaltitel stützt wohl auch eher die Annahme, dass es keine italienische Zwischenversion gab. In Anbetracht der Tatsache, dass Händel sich in dieser Zeit sehr mit Racines Werken beschäftigte und kurz nach dem Titus auch zwei Oratorien bearbeiten ließ, die auf dessen Werken fußen, Esther und Athalia, drängt sich umso mehr die Frage auf, warum er den Opernplan zum Titus aufgab. Das Fehlen eines zweiten Tenors in seinem Opernensemble kann kaum eine entscheidende Rolle gespielt haben, wohl eher gab es künstlerische Gründe. Möglicherweise fand Händel, dass der Librettist den Anforderungen, Racines Schauspiel direkt und ohne ein Zwischenmodell in ein italienisches Operntextbuch zu verwandeln, nicht hinreichend gewachsen war.

## Handlung

### Historischer und literarischer Hintergrund
Eine Ehe seines Kaisers Titus mit Berenice, einer syrischen Hasmonäerin, die mit palästinensischen Tetrarchen verwandt ist, möchte das römische Imperium nicht tolerieren. Titus fügt sich. Sueton berichtet in seiner Titus-Biographie von Titus’

“[…] insignem reginae Berenices amorem, cum etiam nuptias pollicitus ferebatur. […] Berenicen statim ab urbe dimisit, invitus, invitam.”

„[…] bemerkenswerter Liebe zu Königin Berenice, der er sogar die Ehe versprochen hatte. […] Berenice musste die Stadt unverzüglich verlassen, widerstrebend und widerwillig.“

Diese lapidare Feststellung ist das wesentliche Material, aus dem das Stück gebaut werden sollte.

### Inhalt
Die Handlung läuft über einen ganzen Tag, nur eine Woche nach dem Regierungsantritt des Tito. Fünf Jahre zuvor schon war Antioco am Ende des Jüdischen Krieges seinem Freund Tito, zusammen mit Berenice, nach Rom gefolgt. Nun, nach dem Tod des Vaters Vespasian, ist der Waffengefährte römischer Kaiser geworden. Die Geliebte Berenice hat ihm den Rivalen Tito vorgezogen. Antioco hat sich damit abgefunden. Zwar hat sich Tito noch nicht erklärt, doch Berenice – die Fremde in Rom – meint, Tito werde sich über den widerborstigen Senat hinwegsetzen und sie – selbst als nichtrömische Königin – ehelichen. Titus, hin- und hergerissen, liebt zwar Berenice leidenschaftlich, doch als neuer Kaiser kommt er gegen die Staatsraison nicht an. So steht sein Entschluss fest. Er entsagt ihr. Der treue Antioco soll Berenice ins ferne Morgenland heimbegleiten. Tito wird Berenice immer lieben, trotz alledem muss er Antioco seinen Plan schmackhaft machen, für den ihm die Zustimmung des Senats sicher scheint. Die römische Provinz Cilicien wird an Commagene gegliedert. Somit werden König Antioco und Königin Berenice Nachbarn dies- und jenseits des Euphrat. Berenice glaubt Antioco nicht, als er den Befehl des Kaisers – die Trennung für immer – überbringt. Schon am nächsten Tag sollen Berenice und Antioco gemeinsam abreisen. Rasend vor Zorn, schickt die Königin Antioco fort und will ihn nie mehr sehen. Sie will den Geliebten sprechen. Tito weiß, dass er in der bevorstehenden Begegnung nicht nur standhaft, sondern auch grausam sein muss. Die Trennungsstunde schlägt, und Berenice geht. Tito fürchtet um das Leben der Geliebten und will sie retten. So ruft er Antioco herbei. Tito beschwört vor Berenice erneut die fünf verflossenen Jahre brennender Liebe. Zu spät – Berenice will noch am selben Tage allein reisen und möchte weder Tito noch Antioco je wiedersehen. Im Beisein Berenices gesteht Antioco dem erstaunten Kaiser, dass er fünf Jahre lang sein Nebenbuhler war und nun nach der schroffen Abfuhr durch die Geliebte den Tod sucht. Daraufhin stellt Berenice klar, Kaiserin habe sie nie und nimmer werden wollen und alle drei seien als „Vorbild für die Welt“ zum Leben verurteilt. Insbesondere Tito müsse herrschen. Antioco fügt sich resigniert.

## Musik
Die Kenntnis von Händels geplanter Titus-Oper ist nur der Tatsache zu verdanken, dass er die Musik der ersten beiden Bögen des Manuskriptes für seinen Ezio wiederverwendete. Er übertrug die Ouvertüre, überarbeitete Antiocos Arie Mi restano le lagrime (Nr. 3) zu Onorias Peni tu per un’ingrata (Nr. 25) für den dritten Akt im Ezio und modellierte Valentinianos Se tu la reggi (Nr. 2) auf der Basis von Titos Altra legge nall’amare (Nr. 2). Der Text von Mi restano le lagrime stammt aus Riccardo Broschis L’isola di Alcina (Rom 1728), und Händel vertonte ihn nochmals 1735 in seiner Zauberoper Alcina (Nr. 35) mit ganz anderer Musik, aber er muss sich, bewusst oder nicht, dabei an Ecco alle mie catene (Nr. 22) aus Ezio erinnert haben, welche in der Tonart gleich und auffallend ähnlich in Metrum und Tempo ist. Die ersten sechs Töne des Ritornells sind über einer liegenden Tonika identisch.
Der erste überlieferte Bogen der Handschrift enthält die Ouvertüre, die Händel, nach der Abkehr von der Titus-Idee, am Beginn des Ezio ebenso gut verwenden konnte, indem er den alten Titel einfach mit dem neuen überschrieb. Ein vergleichbares Verfahren hatte er schon mit dem Fragment des Genserico angewandt, als er die Ouvertüre auf den Tolomeo übertrug. Es folgt der Beginn der ersten Szene: ein großer Open-Air-Volksauflauf auf der Piazza Imperiale in Rom, wo Titus als Kaiser inthronisiert wird. Die gleiche Situation wird die Oper Ezio eröffnen. Der zweite Bogen enthält die unmittelbare Fortsetzung, also den Rest der ersten, sowie die zweite und die Rezitative der dritten Szene. Während das Genserico-Fragment keine Rezitative enthält, obwohl die Arien bis zum zweiten Akt reichen, sind hier die meisten Rezitative schon komponiert, was für Händel ungewöhnlich wäre, da er diese sonst erst in Angriff nahm, wenn die Arien fertig waren. In diesem Fall muss also die Konzeption der Arien weit fortgeschritten gewesen sein, und es ist anzunehmen, dass ein großer Teil des ursprünglichen Manuskripts verloren gegangen ist.

## Orchester
Zwei Oboen, zwei Hörner, Streicher, Basso continuo (Violoncello, Laute, Cembalo).